# Sophira limbipennis
Sophira limbipennis är en tvåvingeart som först beskrevs av Wulp 1899.  Sophira limbipennis ingår i släktet Sophira och familjen borrflugor. Inga underarter finns listade i Catalogue of Life.